# Thomas Balvay
Georges Balvay, ook bekend als Thomas Balvay (2 februari 1888 - 15 juli 1945) was een voetbalscheidsrechter in de jaren twintig en dertig en een van de vier Europese scheidsrechters die deelnamen aan het eerste WK voetbal in Uruguay. Hij was de enige wedstrijdofficial van Frankrijk op het toernooi.

## Carrière
Hij was sinds 1922 een internationale scheidsrechter en was tweemaal scheidsrechter van de Coupe de France (in 1926 en 1928).
Hij reisde naar Uruguay met de SS Conte Verde, die ook Jules Rimet en de Franse, Belgische, Roemeense en Braziliaanse teams naar het eerste WK bracht.